# ماريو ستانيتش
ماريو ستانيتش (بالكرواتية: Mario Stanić)‏ مواليد 10 أبريل 1972 في سراييفو، جمهورية يوغوسلافيا الاشتراكية الاتحادية، هو لاعب كرة قدم كرواتي سابق كان يلعب كلاعب وسط. سبق له أن لعب في كأس العالم لكرة القدم مع منتخب بلاده. لعب خلال مسيرته 310 مباريات سجل خلالها 88 هدفاً.

## مرحلة الشباب

### أندية لعب لها
- نادي جيلييزنيتشار ساراييفو لكرة القدم

## المسيرة الاحترافية

### أندية لعب لها
- نادي جيلييزنيتشار ساراييفو لكرة القدم
- نادي دينامو زغرب
- ريال سبورتينغ خيخون
- نادي بنفيكا
- نادي كلوب بروج
- نادي بارما
- تشيلسي

## روابط خارجية
- ماريو ستانيتش على موقع الاتحاد الدولي (مؤرشف)  (الإنجليزية)
- ماريو ستانيتش على موقع اتحاد كرواتيا (الكرواتية)
- ماريو ستانيتش على موقع قاعدة بيانات كرة القدم.إي يو (الإنجليزية)
- ماريو ستانيتش على موقع ناشيونال فوتبول تيمز (الإنجليزية)
- ماريو ستانيتش على موقع عالم كرة القدم.نت (الإنجليزية)